# Kőtelek, Jász-Nagykun-Szolnok
Kőtelek  este un sat în districtul Szolnok, județul Jász-Nagykun-Szolnok, Ungaria, având o populație de 1.714 locuitori (2011). 

## Demografie
Componența etnică a satului Kőtelek
     Maghiari (77,54%)
     Romi (22,03%)
     Necunoscut (0,27%)
     Germani (0,16%)
     Alții (0,27%)
Componența confesională a satului Kőtelek
     Romano-catolici (54,84%)
     Fără religie (18,14%)
     Reformați (2,98%)
     Necunoscută (22,87%)
     Alte religii (1,52%)
Conform recensământului din 2011, satul Kőtelek avea 1.714 locuitori. Din punct de vedere etnic, majoritatea locuitorilor (77,54%) erau maghiari, cu o minoritate de romi (22,03%). Apartenența etnică nu este cunoscută în cazul a 0,27% din locuitori.  Din punct de vedere confesional, majoritatea locuitorilor (54,84%) erau romano-catolici, existând și minorități de persoane fără religie (18,14%) și reformați (2,98%). Pentru 22,87% din locuitori nu este cunoscută apartenența confesională.